# Hervor

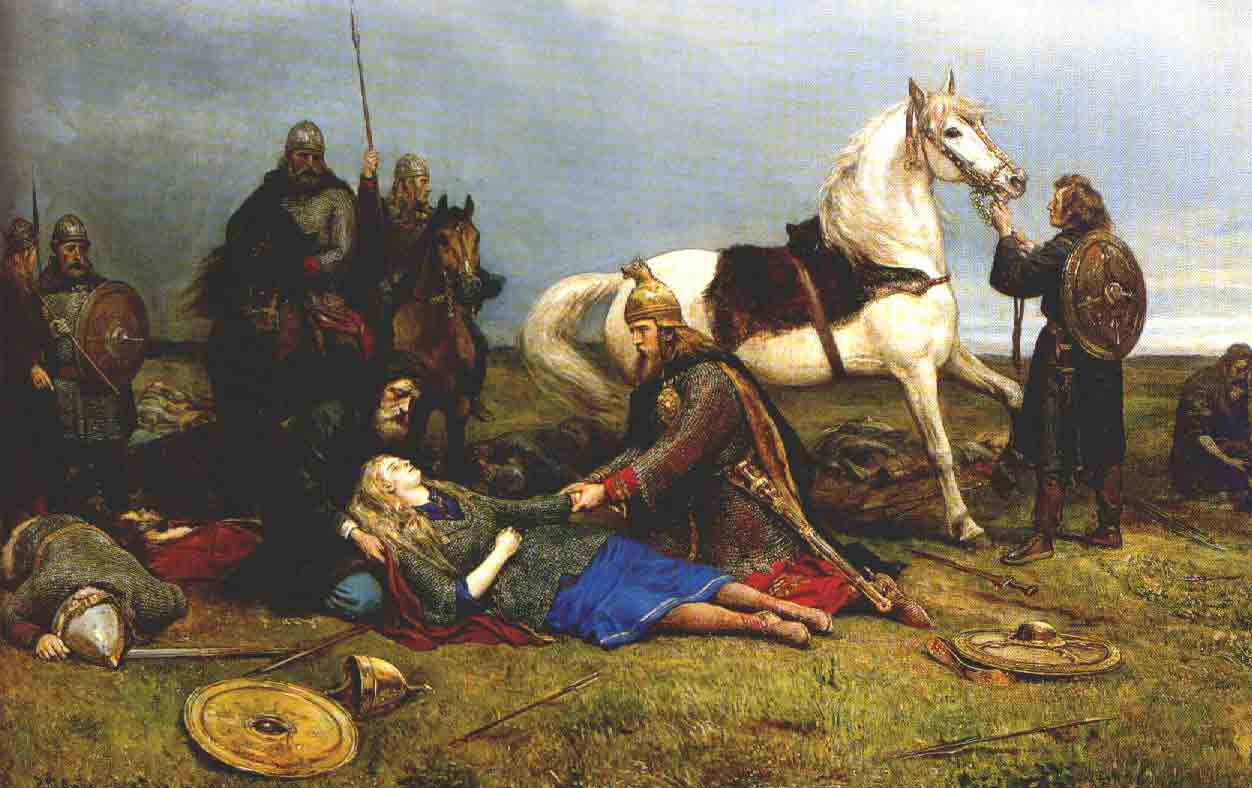
La morte di Hervör

Hervor è il nome di due personaggi femminili legati al ciclo della spada magica Tyrfing, presenti nella saga di Hervarar, con delle parti presenti nell'Edda Poetica. La prima Hervor era una guerriera figlia di Angantyr. La seconda la figlia di Heidrek, a sua volta figlio della prima Hervor.